# 渡辺良知
渡辺 良知（わたなべ よしとも、1985年1月20日 - ）は、日本の男性総合格闘家。千葉県市川市出身。T・GRIP TOKYO 高田馬場所属。

## 来歴
高校時代、JJA順道柔術アカデミーに入会し、ブラジリアン柔術を始めた。JJAの消滅に伴い、AACC（代表阿部裕幸）にて本格的な格闘生活へ移り、数々のアマチュア大会に出場。アマチュア修斗の入賞を機に、プロ転向を決意した。
2005年10月13日、club DEEPでプロ総合格闘技デビュー。12月にはDEEPのフューチャーキングトーナメント2005にも出場した。
2006年5月19日に行われたDEEPフューチャーキングトーナメント2006に出場し、準優勝した。
2007年2月16日、DEEP本戦へ初参戦。
2007年9月9日、オランダで開催されたUG 5 Strongerに出場するも、オクタイ・カラタスにKO負けを喫した。
2008年7月12日、ブラジルで開催されたFury FC 6に出場するが、ファブリシオ・"ピットブル"・モンテイロに一本負けした。
2009年8月23日、後楽園ホールで開催されたDEEP 43 IMPACTに出場し、ZUZUにTKO勝ちを決め、連敗を脱出した。
2010年1月11日、香港で開催されたLegend Fighting Championshipに出場し、ペ・ミョンホに三角絞めで一本負け。
2011年10月28日、ディファ有明で開催されたDEEP CAGE IMPACT 2011 in TOKYOで、ノンタイトル戦ながら当時のウェルター王者白井祐矢と対戦するが、敗北した。再起戦となったDEEP 56 IMPACTでは、窪田幸生にハイキックを決め、TKO勝利を果たした。
2012年2月18日、DEEP 57 IMPACTでキックボクサーの寒川直喜との接戦を制した。
2013年6月15日、DEEP CAGE IMPACTで岡野裕城にTKO負け。

## 戦績

### プロ総合格闘技
| 総合格闘技 戦績 | 総合格闘技 戦績 | 総合格闘技 戦績 | 総合格闘技 戦績 | 総合格闘技 戦績 | 総合格闘技 戦績 | 総合格闘技 戦績 |
| --------------- | --------------- | --------------- | --------------- | --------------- | --------------- | --------------- |
| 30 試合         | (T)KO           | 一本            | 判定            | その他          | 引き分け        | 無効試合        |
| 12 勝           | 7               | 3               | 2               | 0               | 3               | 0               |
| 15 敗           | 4               | 4               | 7               | 0               | 3               | 0               |

| 勝敗 | 対戦相手                               | 試合結果                   | 大会名 | 開催年月日     |
| ×    | 岡野裕城                               | 2R 0:26 TKO                | DEEP CAGE IMPACT 2013                                                                                      | 2013年6月15日  |
| ×    | 悠太                                   | 5分2R終了 判定0-3          | DEEP 59 IMPACT                                                                                             | 2012年8月18日  |
| ○    | 寒川直喜                               | 5分2R終了 判定2-0          | DEEP 57 IMPACT 〜12年目の現実〜                                                                            | 2012年2月18日  |
| ○    | 窪田幸生                               | 1R 0:17 TKO                | DEEP 56 IMPACT                                                                                             | 2011年12月16日 |
| ×    | 白井祐矢                               | 5分2R終了 判定0-3          | DEEP CAGE IMPACT 2011 in TOKYO 第2部                                                                       | 2011年10月28日 |
| ○    | 豪                                     | 1R 3:12 TKO                | DEEP 54 IMPACT                                                                                             | 2011年6月24日  |
| ×    | 岩瀬茂俊                               | 1R 2:42 TKO                | DEEP 52 IMPACT                                                                                             | 2011年10月19日 |
| ○    | 長谷川秀彦                             | 1R 2:48 TKO                | DEEP 51 IMPACT                                                                                             | 2010年2月25日  |
| ○    | キム・ドンヒョン                       | 5分2R終了 判定3-0          | DEEP 49 IMPACT                                                                                             | 2010年8月27日  |
| △    | 九十九優作                             | 5分2R終了 判定0-1          | DEEP 47 IMPACT                                                                                             | 2010年4月17日  |
| ×    | ペ・ミョンホ                           | 2R 4:59 三角絞め           | Legend Fighting Championship 1                                                                             | 2010年1月11日  |
| ×    | 石川英司                               | 5分2R終了 判定0-2          | DEEP CAGE IMPACT 2009 第1部                                                                                | 2009年12月19日 |
| ○    | ズズ                                   | 2R 4:56 TKO                | DEEP 43 IMPACT                                                                                             | 2009年8月23日  |
| ×    | 長岡弘樹                               | 5分2R終了 判定0-3          | DEEP 40 IMPACT                                                                                             | 2009年2月20日  |
| ×    | ファブリシオ・"ピットブル"・モンテイロ | 1R 3:16 チョークスリーパー | Fury FC 6: High Voltage                                                                                    | 2008年7月12日  |
| △    | 鈴木亮司                               | 5分2R終了 判定0-1          | club DEEP TOKYO                                                                                            | 2008年5月24日  |
| ×    | 井上裕貴                               | 5分2R終了 判定0-2          | club DEEP TOKYO                                                                                            | 2008年3月29日  |
| ×    | マックス・フェルナンデス               | 1R 1:12 腕ひしぎ十字固め   | HEAT 5 | 2007年11月25日 |
| ×    | オクタイ・カラタス                     | 1R 1:12 KO                 | UG 5 Stronger                                                                                              | 2007年9月9日   |
| ○    | 吉田哲也                               | 2R 4:42 三角絞め           | club DEEP TOKYO                                                                                            | 2007年6月16日  |
| △    | ヤン・ギョンイル                       | 5分2R終了 時間切れ         | DEEP 29 IMPACT                                                                                             | 2007年4月13日  |
| ○    | 潮田健志                               | 1R 2:20 アームバー         | DEEP 28 IMPACT                                                                                             | 2007年2月16日  |
| ×    | 北崎鎮                                 | 1R 2:07 TKO（パウンド）    | club DEEP 東京 フューチャーキングトーナメント2006決勝戦 【フューチャーキングトーナメント 76kg以下級 決勝】 | 2006年12月9日  |
| ○    | 井上敦                                 | 1R 3:05 TKO（パウンド）    | DEEPフューチャーキングトーナメント2006 【フューチャーキングトーナメント 76kg以下級 準決勝】                | 2006年12月9日  |
| ○    | 八島勇気                               | 1R 4:54 KO（パウンド）     | DEEPフューチャーキングトーナメント2006 【フューチャーキングトーナメント 76kg以下級 1回戦】                 | 2006年12月9日  |
| ×    | ホアン・"ジュカオン"・カルネイロ       | 1R 1:36 肩固め             | Showfight 5                                                                                                | 2006年11月9日  |
| ○    | 松井英夫                               | 1R 1:40 チョークスリーパー | W-カプセル                                                                                                 | 2006年1月28日  |
| ×    | ペドロ・アキラ                         | 5分2R終了 判定1-2          | DEEPフューチャーキングトーナメント2005 【フューチャーキングトーナメント 76kg以下級 2回戦】                 | 2005年12月25日 |
| ×    | 保科祐輔                               | 5分2R終了 判定0-3          | DEEPフューチャーキングトーナメント2005 【フューチャーキングトーナメント 76kg以下級 1回戦】                 | 2005年12月25日 |
| ○    | 梅本晴幹                               | 2R 1:43 KO                 | club DEEP                                                                                                  | 2005年10月30日 |

### アマチュア総合格闘技
| 勝敗 | 対戦相手 | 試合結果                | 大会名                            | 開催年月日    |
| ○    | 三浦伸哉 | 3分2R終了 ポイント44-39 | アマチュア修斗東京フリーファイト3 | 2005年5月29日 |